# 日本とラオスの関係
日本とラオスの関係（にほんとラオスのかんけい、ラーオ語: ສາຍພົວພັນ ລາວ-ຍີ່ປຸ່ນ、英語: Japan-Laos relations）は日本とラオスの二国間関係を指す。日寮関係とも呼ぶ。ラオスは東京に大使館を、日本はヴィエンチャンに大使館を置いている。日本とラオスは1955年3月5日に国交を樹立した。

## 概要
第二次世界大戦中の1945年、当時ラオスはフランス保護領ラオスとしてフランスの植民地下にあったが、日本軍は明号作戦を発動してフランス軍を制圧、ルアンパバーン朝のシーサワーンウォン国王（後のラオス王国初代国王）は4月8日に独立を宣言した。しかし、8月15日に日本が連合国軍に降伏するとシーサワーンウォン国王は一旦独立を撤回した。その後ラーオ・イサラが結成され臨時政府を設立、独立を宣言したが、フランス軍が再度侵入、制圧されることとなった。独立派はタイに亡命してネオ・ラーオ・イサラを組織、その後も第一次インドシナ戦争において対フランス闘争を続けた。

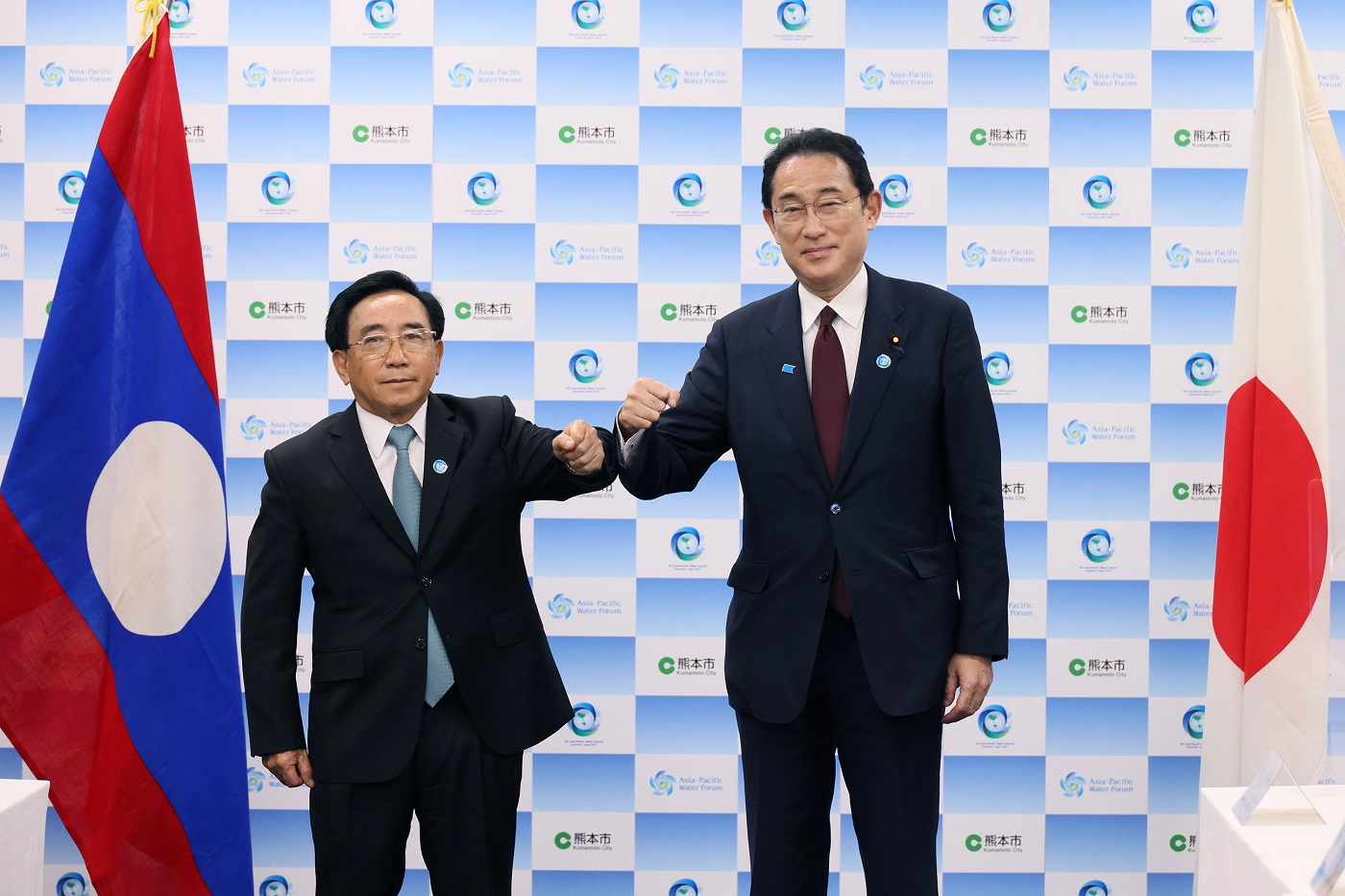
第4回アジア・太平洋水サミットにて行われた、日・ラオス首脳会談（2022年4月）

第一次インドシナ戦争終結後の1955年、日本はラオスと国交を樹立した後、1957年に岸信介首相（当時）が日本の要人として初めてラオスを訪問した。1967年に佐藤栄作首相（当時）がラオスを訪問した後、1989年にはカイソーン・ポムウィハーン首相がラオスの要人として初めて日本を訪問した。その後も、1995年にはカムタイ・シーパンドーン第2代首相が、2004年にはブンニャン・ウォーラチット第4代首相が来日、2000年には小渕恵三首相（当時）が、2004年には小泉純一郎首相（当時）がラオスを訪問している。
2012年3月、ラオス首相のトーンシン・タムマヴォンが日本を訪問し、野田佳彦首相（当時）と首脳会談を行った。また、2012年6月には皇太子徳仁（当時。令和時代の天皇）がラオスを初訪問している。
2025年1月、石破茂首相は官邸でラオスのソンサイ首相と会談した。共同声明で「今後の日・ラオス関係を議論し、両国関係を包括的・戦略的パートナーシップへと格上げすると合意した」と表明した。外務・防衛分野での次官級会議の立ち上げも決めた。

## 貿易
対ラオスの貿易輸出入額は2012年時点で以下のようになっている。日本への主要輸出品目はコーヒー、ケイ素などの無機化合物、衣類など、日本からの主要輸出品目は自動車や鉱山用機械となっている。
- 対ラオス輸出額: 110億円（2012年）
- 対ラオス輸入額: 90億円（2012年）

2010年代からは安価な労働力を求めて日本企業の進出も見られる。人件費の安さから労働集約型の部品製造に適しているとされ、矢崎総業、トヨタ紡織などが2013年時点で進出している。労働集約型のアパレル業界では他国における現地労働者の賃金上昇に伴い、例えば1990年代から韓国、2000年代では中国からの撤退の動きが見え、ラオスを含むメコン地域へのシフトが進むことは確実視されている。2020年代の賃金予測でもラオスは優位を占めると見られている。また光学機器の分野でもニコンはタイからラオスに工場を移管する計画で、これは人件費が3分の1から4分の1に抑えられるという。一方で弱点としては、内陸国のために港が使えない（ASEANで唯一海がない）、国内市場の小ささ（2012年時点でのIMFによる推定で638万人）による完成車の販売は他国と比較して多くは見込めない、といった点も指摘される。

## 支援活動
日本はラオスにとって世界最大の援助国であり、2012年時点で1584億円（有償含む）の資金協力および607億円の技術協力を行っている。また、2003年には技術協力協定が、2008年には投資協定が締結されている。
政府開発援助（ODA）による資金・技術協力の例としては、2006年のヴィエンチャン1号線整備や2011年のワットタイ国際空港（ヴィエンチャン国際空港）のターミナル拡張、2013年のターケーク郡上水道整備計画などのインフラ整備があり、この他にも小学校建設や医療体制改善計画などがある。

## 文化交流

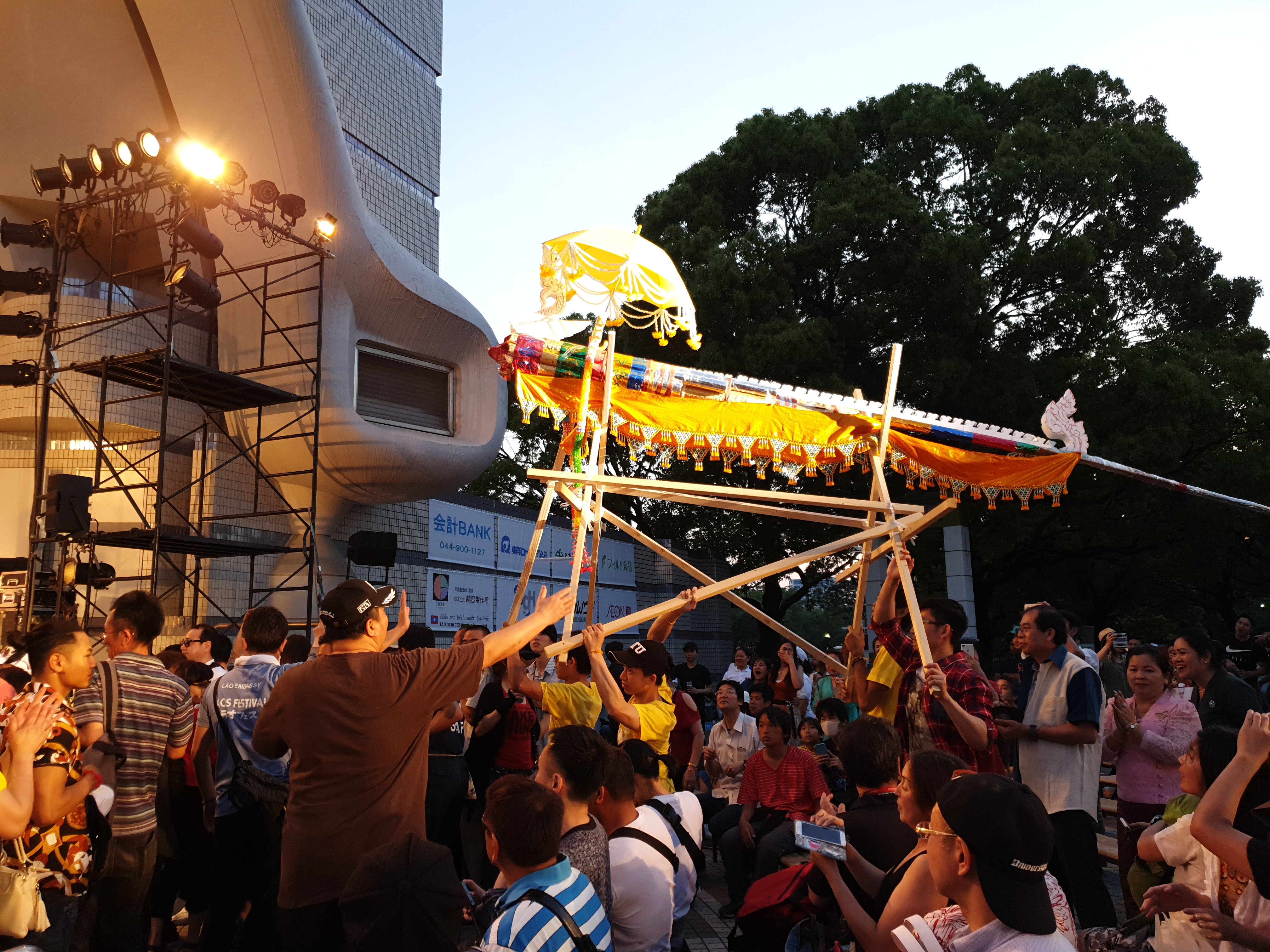
東京都渋谷区の代々木公園で開催されたラオスフェスティバル2019の様子

2020年時点で在日ラオス人の数は2,917人、2020年時点の在ラオス日本人の数は833人となっている。
日本は1976年より文化無償協力を実施しており、文化遺産保存、スポーツ交流、人材育成等様々な分野で交流を行っている。
サッカー分野では、日本サッカー協会がラオスサッカー連盟からの要請を受け、アジア貢献事業の一環として2012年よりサッカーラオス代表の監督に木村浩吉が就任、AFCチャレンジカップ2014ではラオス代表を本戦初出場に導いた。

## 外交使節

### 在ラオス日本大使館
- 住所 : ヴィエンチャン都サイセッタ郡Sisangvon Road
- アクセス : ビエンチャン公共バス、That Luang Public Space ເດີ່ນທາດຫລວງ (タート・ルアン広場)バス停より600m

### 駐日ラオス大使
| 代 | 氏名                                     | 在任期間                                | 官職名       | 備考                              |
| -- | ---------------------------------------- | --------------------------------------- | ------------ | --------------------------------- |
| 1  | ティアオ・カマオ                         | 1956年 - 1958年                         | 特命全権大使 | 信任状捧呈は10月19日              |
|    | カムキン・スヴァンラシ                   | 1956年、1957年、1958年 - 1959年、1960年 | 臨時代理大使 |                                   |
|    | カンプイ・スクリサック                   | 1959年 - 1960年                         | 臨時代理大使 |                                   |
| 2  | ウートン・スパナポン                     | 1960年 - 1964年                         | 特命全権大使 |                                   |
|    | カムキン・スヴァンラシ                   | 1960年                                  | 臨時代理大使 |                                   |
|    | ウドーン・サナニコーン                   | 1961年、1962年、1963年、1964年          | 臨時代理大使 |                                   |
|    | Khamfone Boutsavath                      | 1964年                                  | 臨時代理大使 |                                   |
|    | Bounlith Sakounhuong                     | 1964年                                  | 臨時代理大使 |                                   |
| 3  | ニット・シンハラ                         | 1964年 - 1968年                         | 特命全権大使 | 信任状捧呈は9月7日                |
|    | Bounlith Sakounhuong                     | 1964年                                  | 臨時代理大使 |                                   |
| 4  | チャウ・ユット・ノカム                   | 1968年 - 1972年                         | 特命全権大使 | 信任状捧呈は10月16日              |
| 5  | ティアオ・カムヒン                       | 1972年 - 1976年                         | 特命全権大使 | 信任状捧呈は11月29日              |
| 6  | ラーン・パタマウォン                     | 1976年 - 1983年                         | 特命全権大使 | 信任状捧呈は4月2日                |
| 7  | スパンタファングシー・シーサルームサック | 1983年 - 1990年                         | 特命全権大使 | 信任状捧呈は9月20日               |
| 8  | カムシン・サヤコーン                     | 1990年 - 1995年                         | 特命全権大使 | 信任状捧呈は5月28日               |
| 9  | トーンサーイ・ポーティサーン             | 1995年 - 2001年                         | 特命全権大使 | 信任状捧呈は9月21日               |
|    | ブンニョン・ソンナオン                   | 2001年 - 2002年                         | 臨時代理大使 |                                   |
| 10 | スックタボン・ケオラ                     | 2002年 - 2006年                         | 特命全権大使 | 信任状捧呈は3月11日               |
|    | スーチャイ・ピラティボン                 | 2006年 - 2007年                         | 臨時代理大使 |                                   |
| 11 | シートン・チッニョーティン               | 2007年 - 2012年                         | 特命全権大使 | 信任状捧呈は4月5日                |
|    | ブンネム・チュアンホム                   | 2012年                                  | 臨時代理大使 |                                   |
| 12 | ケントン・ヌアンタシン                   | 2012年 - 2016年                         | 特命全権大使 | 信任状捧呈は4月4日 旭日重光章受章 |
|    | ソムサヌック・ウォンサック               | 2016年 - 2017年                         | 臨時代理大使 |                                   |
| 13 | ヴィロード・スンダーラー                 | 2017年 - 2021年                         | 特命全権大使 | 信任状捧呈は4月11日               |
| 14 | フォンサムット・アンラワン               | 2021年 - 2025年                         | 特命全権大使 | 信任状捧呈は7月14日               |
|    | チットノイ・ヴォンカムヴィチット         | 2025年 -                                | 臨時代理大使 |                                   |

### 駐日ラオス大使館
- 住所：東京都港区西麻布三丁目3-22
- アクセス：東京メトロ日比谷線広尾駅3番出口

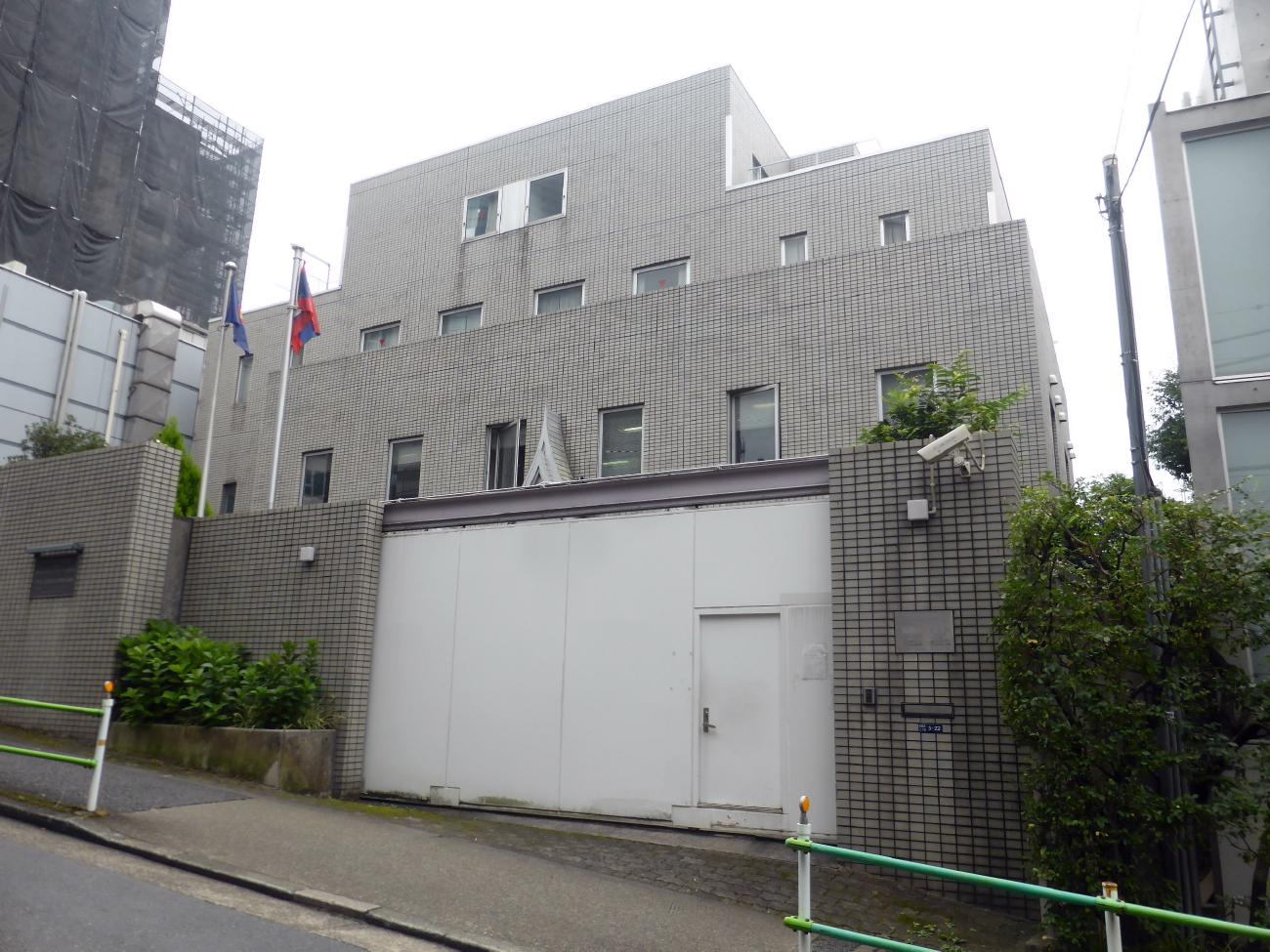
ラオス大使館全景
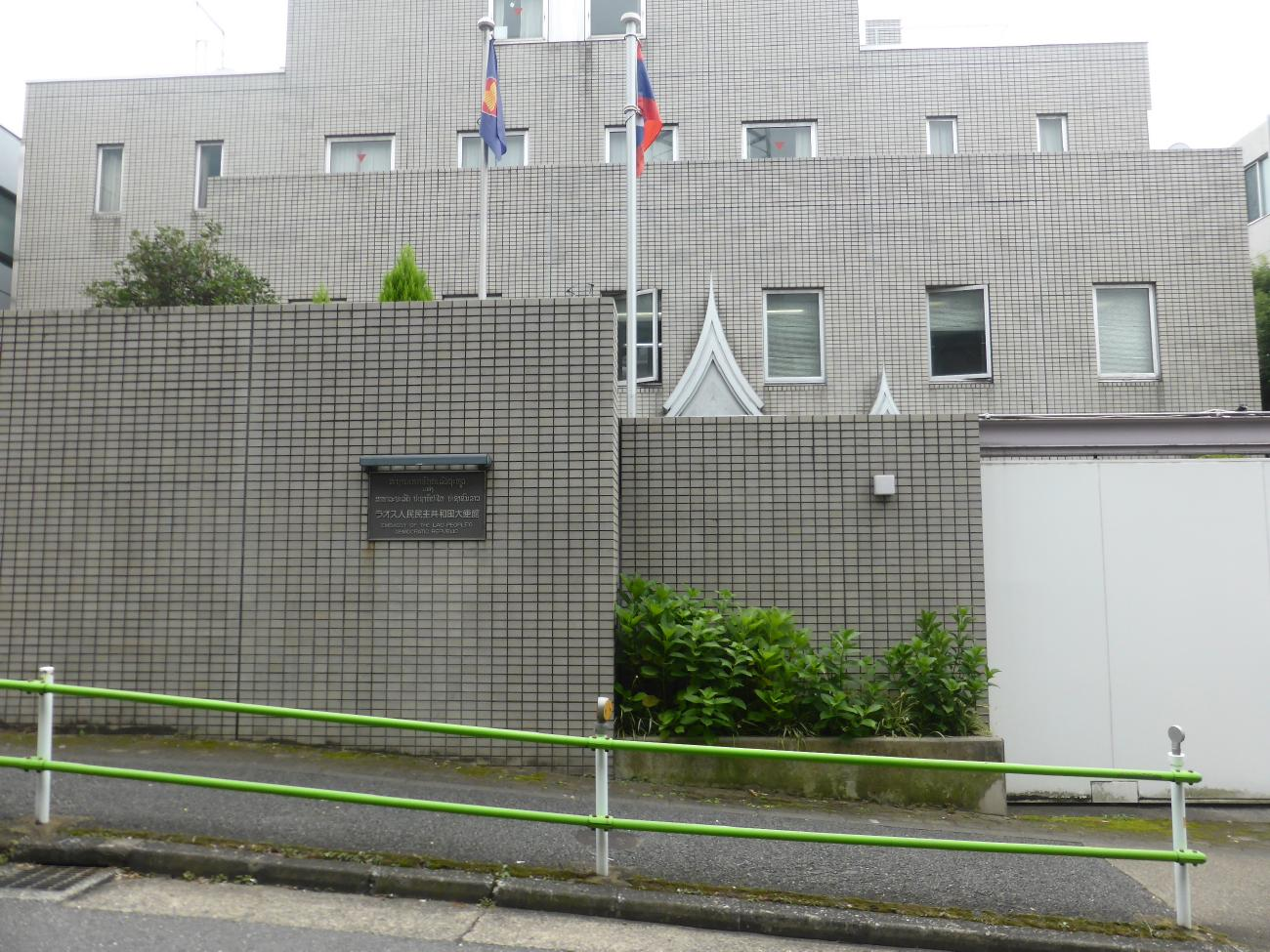
ラオス国旗
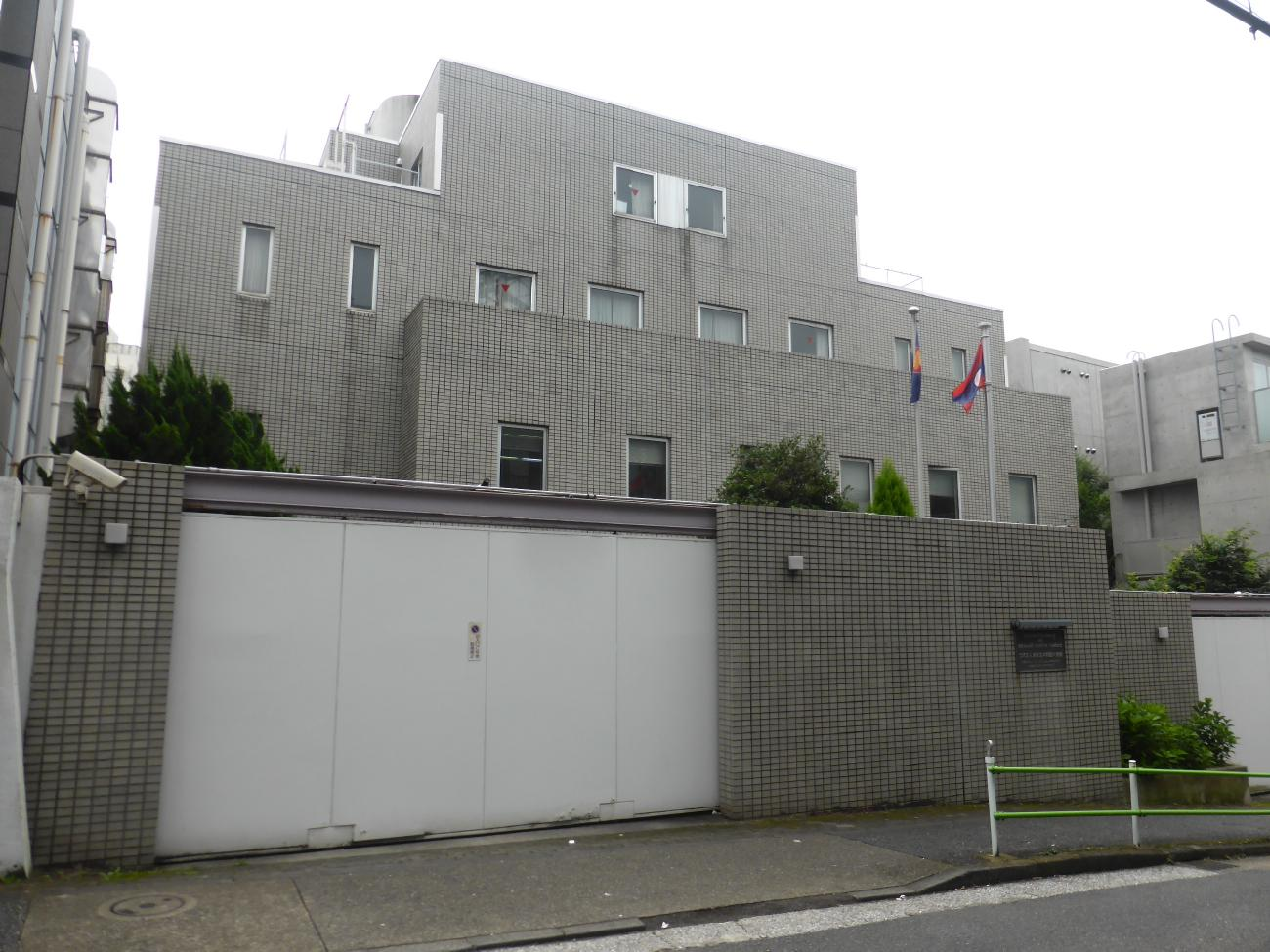
ラオス大使館駐車ゲート
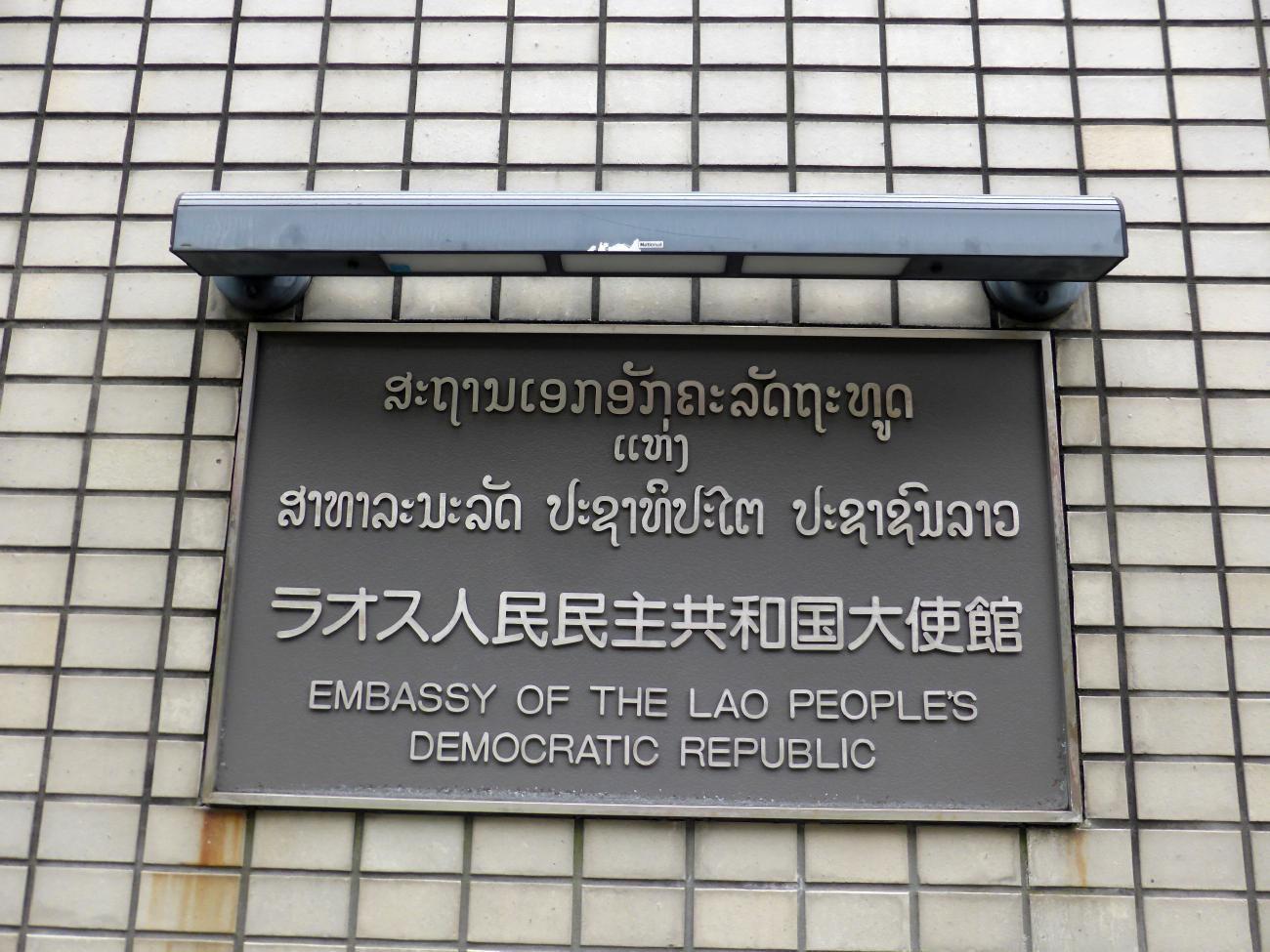
ラオス大使館表札